# Éthère de Lyon
Éthère (en latin Ætherius) fut évêque métropolitain de Lyon, successeur de Prisque († vers 586), mort en 602. C'est un saint catholique et orthodoxe, fêté localement le 7 octobre.

## Biographie
Il appartenait à l'aristocratie sénatoriale, et avant son épiscopat était officier de la cour du roi Gontran, dont il était l'un des conseillers les plus proches. Son prédécesseur Nizier († 573), qui appréciait sa compagnie, aurait prédit qu'il lui succéderait, mais seulement en second lieu. C'est Gontran qui lui refusa dans un premier temps cette succession, malgré le désir exprimé par le peuple de Lyon. Prisque et sa femme Suzanne, qu'il avait gardée auprès de lui, manifestèrent pendant leur règne leur détestation de l'évêque Nizier et persécutèrent ses anciens familiers. Éthère, quand Gontran lui eut permis de succéder à Prisque, remit la mémoire de Nizier en honneur, organisa son culte, et fit notamment rédiger peu après son avènement une Vie abrégée de saint Nizier, ou Éloge de saint Nizier. Un lit de repos ayant appartenu au saint, notamment, devint un objet miraculeux.
Éthère était lié à Austrégésile (ou Outrille), lui aussi officier à la cour de Gontran, qui s'était adressé à lui, conseiller très écouté, pour obtenir du roi la permission d'entrer dans le clergé. Dès qu'il fut évêque, Éthère appela Austrégésile à Lyon, l'ordonna prêtre, et fit de lui l'abbé du chapitre desservant l'église devenue basilique Saint-Nizier, lui attribuant un domaine viticole appelé Albiacus.
En 589, il y eut une mutinerie dans l'abbaye Sainte-Croix de Poitiers, fondée par la reine Radegonde († 587) : quarante sœurs, menées par Clothide, fille de Caribert Ier, et Basine, fille de Chilpéric Ier, quittèrent le couvent en exigeant la démission de l'abbesse Leubovère ; Clothilde alla trouver son oncle Gontran. De retour à Poitiers, les révoltées se barricadèrent dans la basilique Saint-Hilaire avec une troupe masculine armée. Le métropolitain Gondégésile de Bordeaux vint personnellement les excommunier, mais lui et le groupe d'évêques et de clercs qui l'accompagnait furent gravement molestés par les compagnons des révoltées et durent s'enfuir en courant, parfois la tête en sang. L'évêque Gondégésile écrivit alors, au nom du groupe, à ses collègues bourguignons assemblés dans le palais du roi Gontran, qui lui répondirent par une lettre reproduite par Grégoire de Tours, Éthère de Lyon étant le premier signataire. 
En 591, le roi Gontran envoya à Paris plusieurs évêques de son royaume (Éthère de Lyon, Syagre d'Autun, Flavius de Chalon), et les y suivit peu après, pour procéder au baptême de son neveu Clotaire II, qui eut lieu à Nanterre.
On conserve des lettres écrites à Éthère de Lyon par le pape Grégoire le Grand. Le pape lui exprime chaleureusement la haute estime qu'il a de lui, de son attachement à la discipline ecclésiastique et de son combat contre les abus. Il lui demande aussi s'il détient des documents sur la vie et les écrits de saint Irénée, l'un des premiers évêques de Lyon.
Le 23 juillet 597, le pape écrivit à Éthère pour lui recommander le moine Augustin et ses compagnons, qu'il envoyait évangéliser l'Angleterre. Bède le Vénérable, qui reproduit cette lettre (Histoire ecclésiastique du peuple anglais, I, 24), commet une erreur, car il intitule Éthère « archevêque d'Arles ». Après un premier séjour dans le Kent, Augustin revint en Gaule et se fit consacrer « archevêque des Angles » par Éthère (I, 27).
En 1975, l'historien allemand Hubert Mordek a reconnu Éthère comme le très probable auteur de la plus ancienne collection systématique de canons ecclésiastiques constituée dans la Gaule franque, la Collectio Vetus Gallica. 
Selon la Chronique de Frédégaire, il mourut la septième année du règne du roi Thierry II, soit en 602.